# دنیز (ماتو گروسو)
دنیز (به پرتغالی: Denise) یک منطقهٔ مسکونی در برزیل است که در ماتو گروسو واقع شده‌است. دنیز ۹٬۵۴۴ نفر جمعیت دارد.